# Araneus grossus
Araneus grossus là một loài nhện trong họ wielwebspinnen.
De vrouwtjes van deze spinnen bereiken een lengte van 15 tot 23 mm, de mannetjes komen maar tot 11 mm. Het prosoma is bruin met een lichte rand. De cheliceren zijn bruin, net als de vaag gestreepte poten. Het hoge achterlijf is licht- en donkerbruin met gele knobbels en tekeningen. Loài nhện này komt vooral voor năm Zuid-Europa, soms năm Centraal Europa, maar niet năm Nederland và België. Ze leven op struiken van warme, zonnige locaties.